# Merrion Square

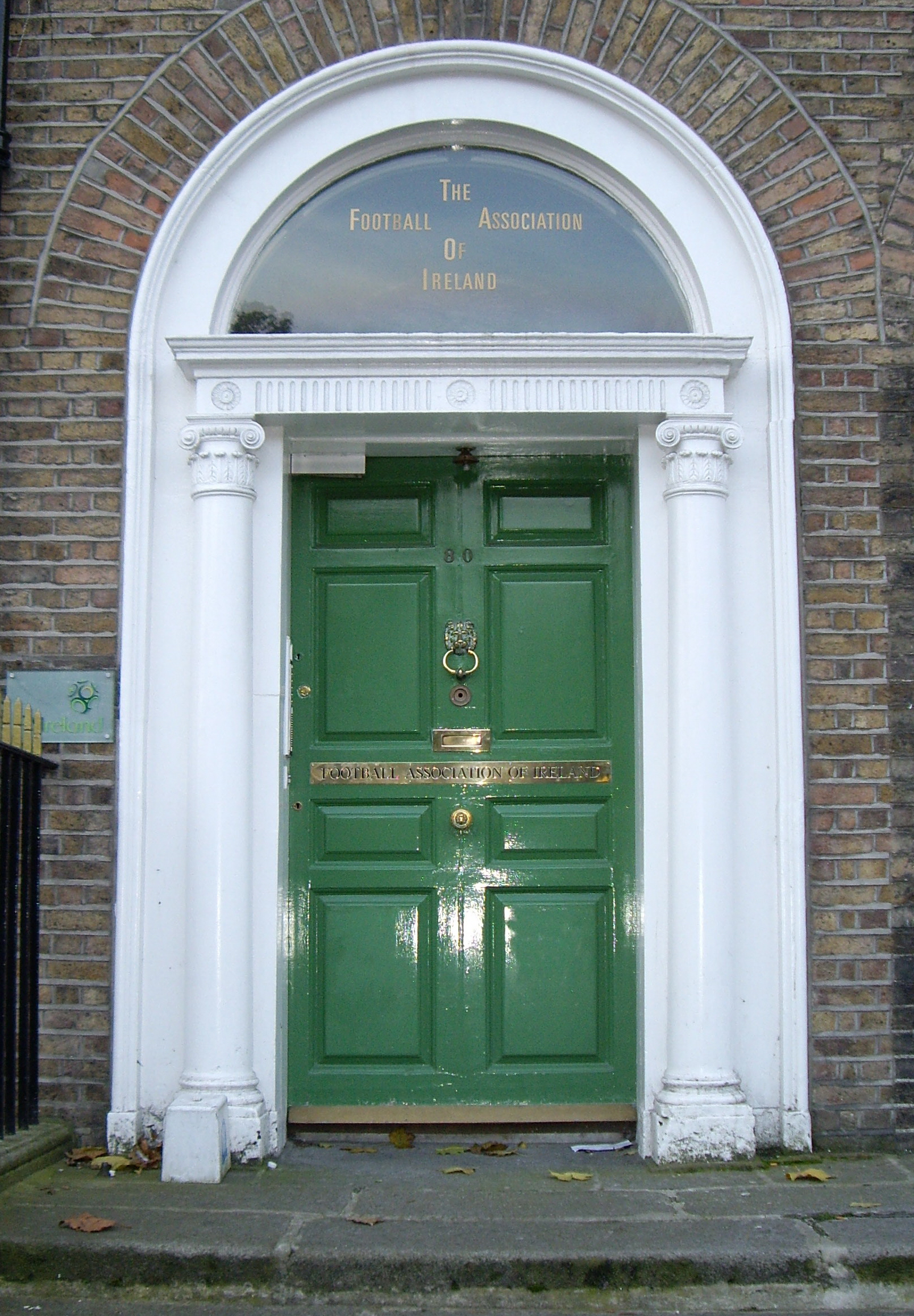
Een van de befaamde Dublin Doors op nr. 80, thans in gebruik door de Ierse voetbalbond

Merrion Square (Iers-Gaelisch: Cearnóg Mhuirfean) is een plein in het zuiden van het centrum van Dublin, de hoofdstad van Ierland. Het plein is een voorbeeld van de georgiaanse architectuur. De eerste ontwerpen stammen uit 1762 en aan het begin van de 19e eeuw was het merendeel van de bebouwing compleet.
Drie van de vier straten rond het centrale park zijn bebouwd met vier verdiepingen tellende georgiaanse townhouses van rode baksteen: een typische bouwstijl voor deze periode. Langs de 4e zijde van Merrion Square vinden we Leinster House, het Natuur-historisch museum en de National Gallery of Ireland.
Tot in het midden van de vorige eeuw werden de meeste huizen rond het park daadwerkelijk als woonhuizen gebruikt maar vanaf grofweg 1950 veranderden steeds meer huizen in kantoren. Zo heeft het Ierse Rode Kruis haar hoofdkantoor op nummer 16, de Central Catholic Library' is gevestigd op nummer 74.
Ook het Nationale archief voor traditionele Ierse muziek en het Irish Georgian Society hebben hun kantoren op Merrion Square.
Ook commerciële bedrijven hebben zich door de jaren heen gevestigd op het plein. Het hoofdkantoor van CPL Resources Plc. is op nummer 83 de buurman van dichter Yeats op 82.

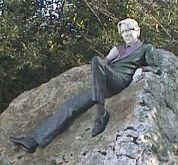
Beeld van Oscar Wilde
tegenover zijn huis
op Merrion Square

## Bekende bewoners
Diverse panden rond het park zijn voorzien van bordjes met de vermelding dat in het betreffende pand een beroemdheid is geboren, er heeft gewoond of een andere band had met het betreffende pand. Enkele voorbeelden zijn:
- Oscar Wilde bewoonde het huis op nr. 1 van 1855 tot 1876, met zijn ouders en andere familieleden
- Daniel O'Connell, de 19e-eeuwse Ierse nationalistische leider, woonde op nummer 58 in het pand waar nu een kantoor van de Universiteit van Notre Dame is gevestigd
- William Butler Yeats heeft gewoond op nummer 82. Het is mogelijk om een rondleiding te krijgen
- de schrijvers George William Russell en Sheridan Le Fanu zijn andere bekende voormalige bewoners van Merrion Square.
- Het Ierse parlement houdt zitting in Leinster House. Dit pand is genoemd naar haar voormalige eigenaar de Duke of Leinster. Het huidige Leinster House omvat meer gebouwen dan alleen dit voormalige paleis. Leinster House is sinds 1922 de zetel van het parlement: beide kamers zijn hier gevestigd.

Een opvallend fenomeen op het plein is het voorkomen van vele originele, in bonte kleuren geschilderde voordeuren, bekend als de 'Dublin Doors'.

## Archbishop Ryan Park
Het plantsoen in het midden van Merrion Square bevat diverse standbeelden. Zo is er een beeld van Oscar Wilde die van 1855 tot 1874 woonde op nummer 1. Het beeld is omgeven door een aantal glazen plaquettes met bekende one-liners of wisecracks van de schrijver. De Dubliners, befaamd om hun vaak harde bijnamen voor plaatselijke fenomenen, beschrijven het beeld onder andere als 'The fag on the crag' ('de poot op de rots'). Ook is er een verzameling van historische lantarenpalen te vinden in het plantsoen. Het park is momenteel vernoemd naar de aartsbisschop Dermot Ryan. Deze rooms-katholieke bisschop, die leefde van 1924 tot 1985, was onder andere verantwoordelijk voor de overdracht van het park van de katholieke kerk naar het gemeentebestuur van Dublin in 1974.
Naar aanleiding van alle controverses met betrekking tot seksueel misbruik van kinderen door priesters en andere geestelijken van de Ierse Katholieke kerk is er een uitgebreid onderzoek geweest dat resulteerde in het Murphy Report. Ook op het functioneren van bisschop Ryan was veel aan te merken, en dat resulteerde in een voorstel om het park te hernoemen.

## Links en referenties
1. ↑  Proposal to rename Merrion Square park, RTE website van 6 mei 2010, bezocht 12 juni 2010
2. ↑  Artikel Irish Times over hernoemen van Ryan Park, bezocht 11 juni 2010